# Wujiagang

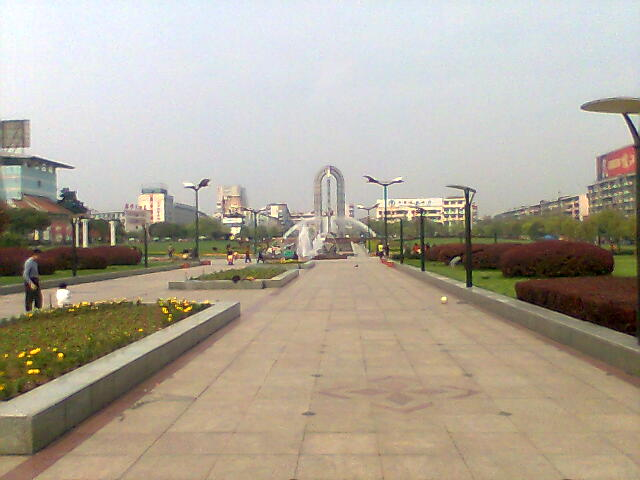
Yichang plaza im Wujiagang Distrikt

Der Stadtbezirk Wujiagang (chinesisch 伍家岗区, Pinyin Wǔjiāgǎng Qū) ist ein Stadtbezirk der bezirksfreien chinesischen Stadt Yichang in der Provinz Hubei. Der Stadtbezirk hat eine Fläche von 84,03 km² und zählt 251.800 Einwohner (Stand: Ende 2019).